# 246 Dywizja Strzelecka (ZSRR)
246 Dywizja Strzelecka (ros. 246-я стрелковая дивизия) – związek taktyczny (dywizja) Armii Czerwonej.
Sformowana w 1941, w związku z niemiecką agresją na ZSRR. Broniła Moskwy i Rżewa, wyzwalała Ukrainę i południową Polskę. W 1945 roku razem z 322 Dywizją Strzelecką i 336 Dywizją Strzelecką wchodziła w skład 15 Korpusu Strzeleckiego. W czasie walk na ziemiach polskich 246 DS dowodził płk Dmitrij Kazarinow. Dywizja uczestniczyła m.in. w ofensywie Armii Czerwonej rozpoczętej 12 stycznia 1945 roku, biorąc udział w przełamaniu niemieckich fortyfikacji Stellung a2. Wojnę zakończyła w Czechach.

## Struktura organizacyjna
Skład w 1945 roku:
- 908 Pułk Strzelecki
- 914 Pułk Strzelecki
- 916 Pułk Strzelecki